# ولاشید (نور)
وَلاشید، روستایی است از توابع بخش بلده شهرستان نور در استان مازندران ایران.

## جمعیت
این روستا در دهستان تتارستاق قرار دارد و براساس سرشماری مرکز آمار ایران در سال ۱۳۸۵، جمعیت آن ۱۲۰ نفر (۳۵خانوار) بوده‌است. مردم ولاشید از قومیت طبری هستند که ریشه آن به قوم آمارد و قوم تپوری می‌رسد. مردم ولاشید به زبان طبری (مازندرانی) و گویش کجوری سخن میگویند.

همچنین دو پل تاریخی به نام های ریکا پل و کیجا پل که مربوط به دوره قاجار میباشد در این روستا قرار دارد.